# ヤエル・ブロン＝ピヴェ
ヤエル・ブロン＝ピヴェ（ 仏:Yaël Braun-Pivet,フランス語発音: [jaɛl bʁon pivɛ] 、1970年12月7日 - ) は、再生所属のフランスの政治家。
フランス国民議会議長、国民議会議員(3期)。海外領土担当大臣を歴任した。 国民議会議長として初めての女性である。

## 略歴
フランス東部のナンシーで生まれた。父方の祖父母はユダヤ人で、祖父はポーランド人の仕立て屋、祖母はドイツ人で、反ユダヤ主義から逃れるために1930年代にフランスに移住した。
ブラウン＝ピヴェはストラスブールのユダヤ人学校に通い、パリ第10大学で法律を学んだ。
数年間刑事弁護士として働いた後、夫の仕事のために台湾と日本に行った。2012年にフランスに戻った後、ブラウン＝ピヴェはレストラン・デュ・クール（困っている人々に食料を配給するフランスの慈善団体）でボランティア活動を始め、無料の法律相談サービスを始めた。
2017年のフランス国民議会選でイヴリーヌ県第5区から初当選し、国民議会の法務委員会委員長に就任した。
2018年9月の議長選挙では立候補を表明したが、最終的に撤退し、リチャード・フェランを支持した。
2022年5月に海外領土担当大臣に任命されたが、その後2022年国民議会選が行われた後に議長に選出されたため辞職した。